# Ferrari F14 T
Ferrari F14 T (также известна под кодовым названием Project Code 665) - гоночный автомобиль с открытыми колесами, разработанный Scuderia Ferrari для участия в чемпионате Формулы-1 в сезоне 2014. Гонщиками команды стали: двукратный чемпион мира Фернандо Алонсо и чемпион мира Кими Райкконен, вернувшийся в команду через 5 лет.
Болид был разработан для использования силовой установки Ferrari 059/3 V6 объёмом 1,6 литра. Название машины было выбрано болельщиками с помощью специального опроса на сайте компании. "14" указывает на год соревнования, а "T" указывает на то, что на болиде установлена силовая установка с турбонагнетателем. Болид конструировался с пожеланиями первого номера Scuderia Ferrari, чемпиона мира Фернандо Алонсо, под его стиль пилотирования, подразумевающий недостаточную поворачиваемость.
F14 T - первый болид Ferrari с турбированным двигателем после F1/87/88C, который был разработан Густавом Брюннером и управлялся Микеле Альборето и Герхардом Бергером в 1988. Этот болид позволил команде завоевать дубль на Гран-при Италии 1988 года, первом Гран-при после смерти Энцо Феррари месяцем раньше. И в этом сезоне McLaren выиграла все остальные гонки, кроме этой.

## Дизайн
F14 T был представлен 25 января 2014 года . Передняя подвеска осталась без изменений, по сравнению с прошлым сезоном. Задняя была переработана для того, чтобы можно было установить новую силовую установку и новое заднее антикрыло.

## Результаты выступлений
| Легенда к таблице |                                                                    |
| --- | ------------------------------------------------------------------ |
| В таблице перечислены результаты всех Гран-при Формулы-1, в которых использовался автомобиль. Строками таблицы являются сезоны, столбцами — этапы чемпионата мира. В каждой клетке указаны сокращённое название этапа и результат, дополнительно обозначенный цветом. Расшифровка обозначений и цветов представлена в нижеследующей таблице. |                                                                    |
| \| Пример \| Описание \| \| ------------ \| ------------------------------------------------------------------ \| \| 1 \| Победитель \| \| 2 \| Второе место \| \| 3 \| Третье место \| \| 5 \| Финишировал, заработав очки \| \| Сход \| Не финишировал, но при этом заработал очки \| \| 12 \| Финишировал, не получив очков \| \| НКЛ \| Финишировал, но не попал в финальную классификацию \| \| 15 \| Участвовал вне зачёта, либо по отдельной классификации \| \| 18 \| Не финишировал, но попал в финальную классификацию \| \| Сход \| Не финишировал \| \| НКВ \| Не прошёл квалификацию \| \| НПКВ \| Не прошёл предквалификацию \| \| ДСК \| Дисквалифицирован \| \| ИСК \| Исключён из протокола соревнований \| \| ТТ \| Заявлен для участия только в тренировках \| \| НС \| Участвовал в квалификации, но не стартовал в гонке \| \| Т \| Травмирован или болен \| \| ОТК \| Отказ от участия \| \| НТР \| Прибыл на соревнования, но на трассу не выезжал \| \| НПР \| Был заявлен в числе участников, но не прибыл к началу соревнований \| \| О \| Соревнования отменены \| \| \| Не участвовал \| \| Поул-позиция \| \| \| Быстрый круг \| \| |                                                                    |
| Пример | Описание                                                           |
| 1 | Победитель                                                         |
| 2 | Второе место                                                       |
| 3 | Третье место                                                       |
| 5 | Финишировал, заработав очки                                        |
| Сход | Не финишировал, но при этом заработал очки                         |
| 12 | Финишировал, не получив очков                                      |
| НКЛ | Финишировал, но не попал в финальную классификацию                 |
| 15 | Участвовал вне зачёта, либо по отдельной классификации             |
| 18 | Не финишировал, но попал в финальную классификацию                 |
| Сход | Не финишировал                                                     |
| НКВ | Не прошёл квалификацию                                             |
| НПКВ | Не прошёл предквалификацию                                         |
| ДСК | Дисквалифицирован                                                  |
| ИСК | Исключён из протокола соревнований                                 |
| ТТ | Заявлен для участия только в тренировках                           |
| НС | Участвовал в квалификации, но не стартовал в гонке                 |
| Т | Травмирован или болен                                              |
| ОТК | Отказ от участия                                                   |
| НТР | Прибыл на соревнования, но на трассу не выезжал                    |
| НПР | Был заявлен в числе участников, но не прибыл к началу соревнований |
| О | Соревнования отменены                                              |
| | Не участвовал                                                      |
| Поул-позиция |                                                                    |
| Быстрый круг |                                                                    |

| Год  | Команда          | Двигатель     | Шины | Гонщики         | Гран-при | Гран-при | Гран-при | Гран-при | Гран-при | Гран-при | Гран-при | Гран-при | Гран-при | Гран-при | Гран-при | Гран-при | Гран-при | Гран-при | Гран-при | Гран-при | Гран-при | Гран-при | Гран-при | Место | Очки |
| ---- | ---------------- | ------------- | ---- | --------------- | -------- | -------- | -------- | -------- | -------- | -------- | -------- | -------- | -------- | -------- | -------- | -------- | -------- | -------- | -------- | -------- | -------- | -------- | -------- | ----- | ---- |
| Год  | Команда          | Двигатель     | Шины | Гонщики         | АВС      | МАЛ      | БАХ      | КИТ      | ИСП      | МОН      | КАН      | АВТ      | ВЕЛ      | ГЕР      | ВЕН      | БЕЛ      | ИТА      | СИН      | ЯПО      | РОС      | США      | БРА      | АБУ      | Место | Очки |
| 2014 | Scuderia Ferrari | Ferrari 059/3 | P    | Кими Райкконен  | 7        | 12       | 10       | 8        | 7        | 12       | 10       | 10       | Сход     | 11       | 6        | 4        | 9        | 8        | 12       | 9        | 13       | 7        | 10       | 4     | 216  |
| 2014 | Scuderia Ferrari | Ferrari 059/3 | P    | Фернандо Алонсо | 4        | 4        | 9        | 3        | 6        | 4        | 6        | 5        | 6        | 5        | 2        | 7        | Сход     | 4        | Сход     | 6        | 6        | 6        | 9        | 4     | 216  |

† Гонщик сошёл с дистанции, но был классифицирован, так как прошёл больше 90% дистанции.
 На Гран-при Абу-Даби 2014 года команды и гонщики получили в два раза больше очков, чем обычно.